# Жатва (Баффи — истребительница вампиров)
«Жатва» (англ. The Harvest) — второй эпизод первого сезона сериала «Баффи — истребительница вампиров». Премьера состоялась 10 марта 1997 года. Сценарий написал Джосс Уидон, а серию снял Джон Кречмер.

## Сюжет
Баффи удается спасти Уиллоу, однако Джесси остается в руках вампиров. Джайлз с помощью старинных книг, а Уиллоу — с помощью Интернета, пытаются понять, что же за ерунда происходит в Саннидейле. Выясняется, что около 60 лет назад Мастер прибыл в этот город, потому-что здесь находятся врата между измерениями, по-испански «Boca del Inferno», что значит Hellmouth — «Адова Пасть». Старый вампир рассчитывал открыть врата и вернуть на Землю её изначальных хозяев — древнейших демонов. Однако его планам помешало землетрясение 1934 года, которое разрушило половину города и заточило Мастера между измерениями.
Жатва — процесс, который должен помочь Мастеру обрести силы для освобождения. Процесс этот незатейлив — Мастер выбирает одного из своих фаворитов, накладывает на него знак трехлучевой звезды, и пока фаворит питается людьми, через него Мастер набирает силу для освобождения. Хорошая новость — то, что Жатва может состояться только раз в сто лет: в ночь неполной луны, первой после солнцестояния. Плохая — это случится как раз сегодня ночью, и Люк, ставший «сосудом» Мастера, вместе с остальными вампирами уже направляется в «Бронзу», где как раз собралась повеселиться молодежь города.

## Приглашённые звёзды
- Марк Меткалф — Мастер
- Дэвид Бореаназ — Ангел
- Кен Лернер — директор Флути
- Кристин Сазерленд — Джойс Саммерс
- Джули Бэнц — Дарла
- Брайан Томпсон — Люк
- Эрик Бальфур — Джесси
- Джей Патрик Лоулор — Томас
- Натали Страусс — Учительница
- Кармин Джовиназзо — Юноша
- Эми Чэнс — Афродэзия
- Тупело Джером — Девушка #2
- Персия Уайт — Девушка #3

## Музыка эпизода
- The Master Source (Music Library) — «No Heroes» (Мать Баффи везет её в школу в первый день).
- Sprung Monkey — «Saturated» (Баффи одевается).
- Sprung Monkey — «Believe» (Баффи входит в «Бронзу» впервые).
- Sprung Monkey — «Swirl» (Вторая песня в «Бронзе»).
- Sprung Monkey — «Things Are Changing» (Группа играет перед уходом Баффи, чтобы спасти Уиллоу).
- Sprung Monkey — «Right My Wrong» (Директор Флути пытается удержать Баффи от ухода из школы).
- Dashboard Prophets — «Wearing Me Down» (Корделия танцует, а вампир Джесси наблюдает из тени).
- Dashboard Prophets — «Ballad for Dead Friends» (Дарла и другие вампиры приближаются к «Бронзе» в замедленном движении).

## Интересные факты
- Мерседес Макнаб, играющая Хармони, первоначально пробовалась на роль Баффи.
- Изначально в сценарии Джосса Ведона к этому эпизоду было указано, что имя Мастера: Генрих Джозеф Нест, и ему порядка 600 лет. Однако эта информация не была упомянута в отснятой серии, и появилась только в книге — текстовом изложении серии от Richie Tankersley Cusick.
- Весь первый сезон был снят до того, как первый эпизод вышел в эфир. Это позволило переснять некоторые сцены. В частности, сцена, где Баффи говорит: «Это мой первый день…», была переснята в последний день съемок, поскольку поведение Баффи показалось чересчур агрессивным в этот момент. Также была доснята сцена, в которой Мастер протыкает провинившемуся вампиру Колину глаз своим когтем, поскольку пилотная серия оказалась короче, чем нужно.
- Марк Меткалф (Мастер), уже встречался с Сарой Мишель Геллар (Баффи) на съемочной площадке. Они вместе играли в мини-сериале 1991 года «A Woman Named Jackie». Сара играла Жаклин Бувье в подростковом возрасте, а Марк — сенатора Джорджа Смазерса, близкого друга Дж. Ф.Кеннеди.